# Station Schopperten
Station Schopperten is een spoorwegstation in de Franse gemeente Schopperten.